# علاء شلي
علاء شلي (مواليد 10 نوفمبر 1987) هو ملاكم تونسي، مثّل بلاده في الألعاب الأولمبية الصيفية 2008.

## روابط خارجية
علاء شلي على موقع أوليمبيديا (الإنجليزية)